# Streltserupproret 1698

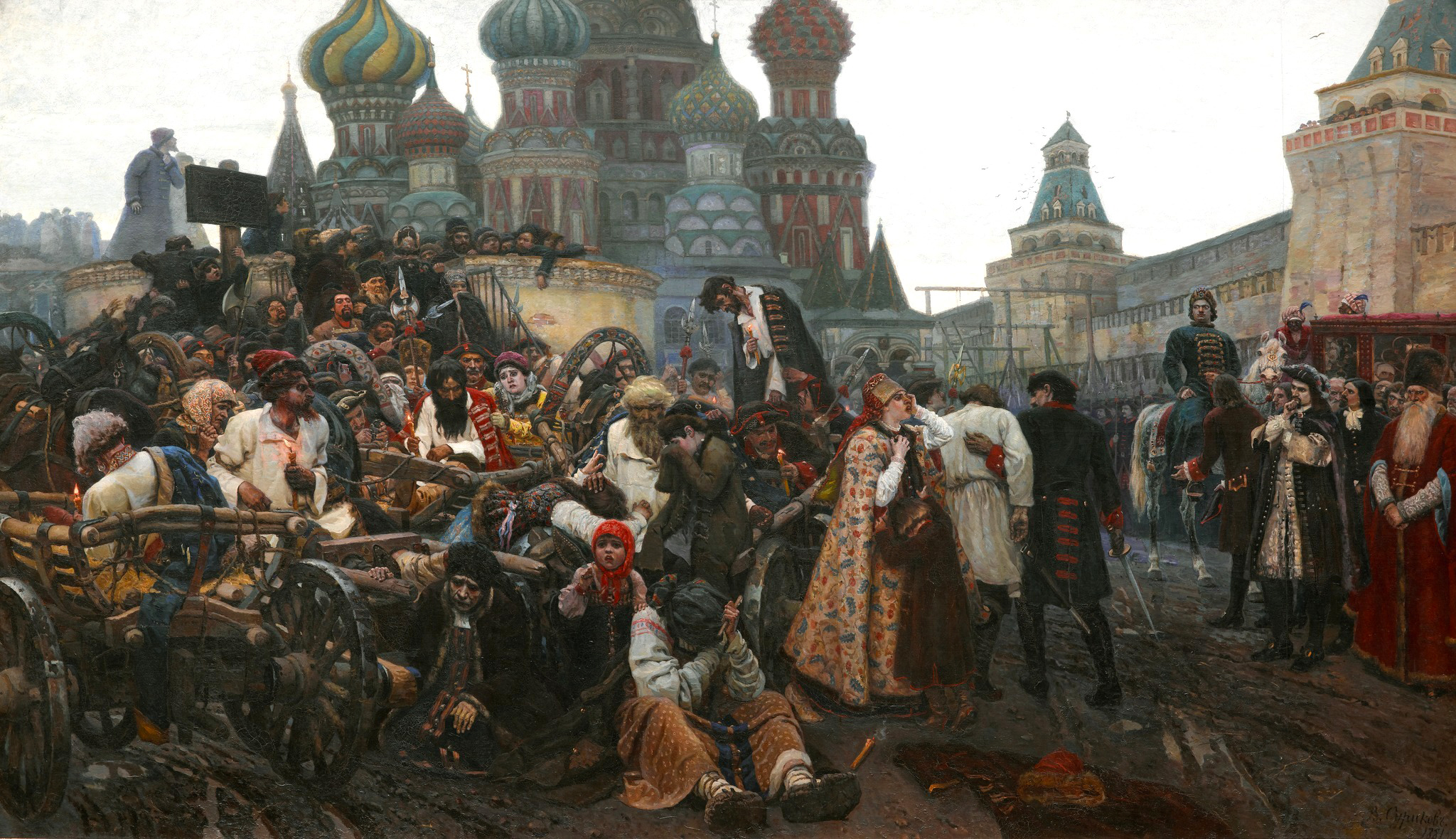
Streltsernas avrättning.

Streltserupproret var en resning av streltsernas militärstyrka som ägde rum i Moskva mellan 6 och 18 juni 1698. Det var streltsernas andra resning i Moskva, och föregicks av det första streltserupproret 1682. Det var en reaktionär resning som försökte ersätta Peter den store med Sofia Aleksejevna på grund av hans samhällsreformer.
Det var en reaktionär resning som ägde rum som en protest mot Peter den stores västerländska samhällsreformer. Dess syfte var att stoppa samhällsreformerna, avsätta Peter och återuppsätta hans äldre halvsyster Sofia Aleksejevna som regent. Resningen föregicks av kontakter mellan streltserna och Sofia. Resningen slogs ned och ledde till rättsprocesser som varade i nio år, fram till 1707, och avrättningar av 1,182 personer.